# Habitatge unifamiliar a la carretera a Reus, 17 (Alcover)
L'Habitatge unifamiliar a la carretera a Reus, 17 és una obra d'Alcover (Alt Camp) inclosa a l'Inventari del Patrimoni Arquitectònic de Catalunya.

## Descripció
Edifici unifamiliar situat a la carretera de Reus. És de planta baixa i un pis. L'estructura de la façana és simetrica, si bé ha sofert modificacions que han amagat en part la seva estructura original. Hi ha, centrada, una porta d'arc carpanell, i al costat esquerre una petita porta d'accés a la primera planta. Al primer pis hi ha tres obertures que presenten com a element de gran interès l'ornamentació a base de peces de maó disposades d'una manera molt original. Una petita cambra d'aire, amb forma de romb i decoració de maó completa el conjunt de la façana. El coronament consta d'una petita cornisa decorativa i d'una coberta de teula a dues vessants.

## Història
L'edifici data dels anys 20 del present segle. Tot i que al Col·legi d'Arquitectes de Tarragona figura la seva possible atribució a l'arquitecte Cèsar Martinell, no ha estat possible confirmar aquest fet. D'altra banda, fonts orals consultades han indicat que la construcció fou duta a terme pel propietari del terreny. El conjunt original estava format per la casa i un hort, envoltats d'una tanca. Des d'aleshores s'hi han fet moltes modificacions. El lloc de l'hort actualment és ocupat per un bloc de pisos, i a la banda dreta de la casa s'ha construït un garatge que amaga part de la façana.